# Telmatobius timens
Telmatobius timens är en groddjursart som beskrevs av De la Riva, Aparicio och Segundo Ríos 2005. Telmatobius timens ingår i släktet Telmatobius och familjen Ceratophryidae. IUCN kategoriserar arten globalt som otillräckligt studerad. Inga underarter finns listade i Catalogue of Life.